# カンタパット・クンミー
カンタパット・クンミー（タイ語: กันตพัฒน์ คูณมี、1998年4月17日 - ）は、タイの男子バレーボール選手である。

## 来歴
2014年、チョンブリーに入団し、タイリーグでのプレーを始める。
2016年よりタイ代表に入る。同年、空軍バレーボールクラブに所属となる。同チームではタイリーグ優勝など多くのタイトルを獲得する。
2020年よりダイヤモンドフーズVCでプレー。
2022-23シーズン、V.LEAGUE DIVISION1 MEN（V1男子）に所属する大分三好ヴァイセアドラーと契約し、V1男子の試合に出場。

## 球歴
- タイ代表（2016年-）

## 所属チーム
- チョンブリー（2014-2016年）
- 空軍バレーボールクラブ（2016-2020年）
- ダイヤモンドフーズVC（2020-2022年）
- 大分三好ヴァイセアドラー（2022-2023年）